# 圣若望医院 (昂热)
圣若望医院（法語：Hôpital Saint-Jean）是法国昂热的一座历史建筑，建于1175年，哥特式建筑。现在开辟为让·吕萨博物馆。

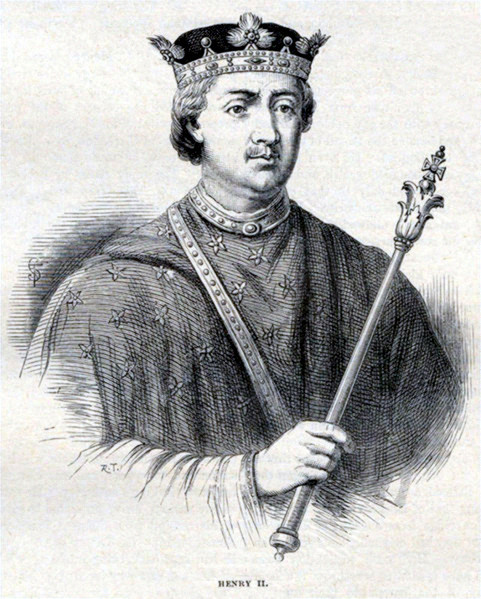
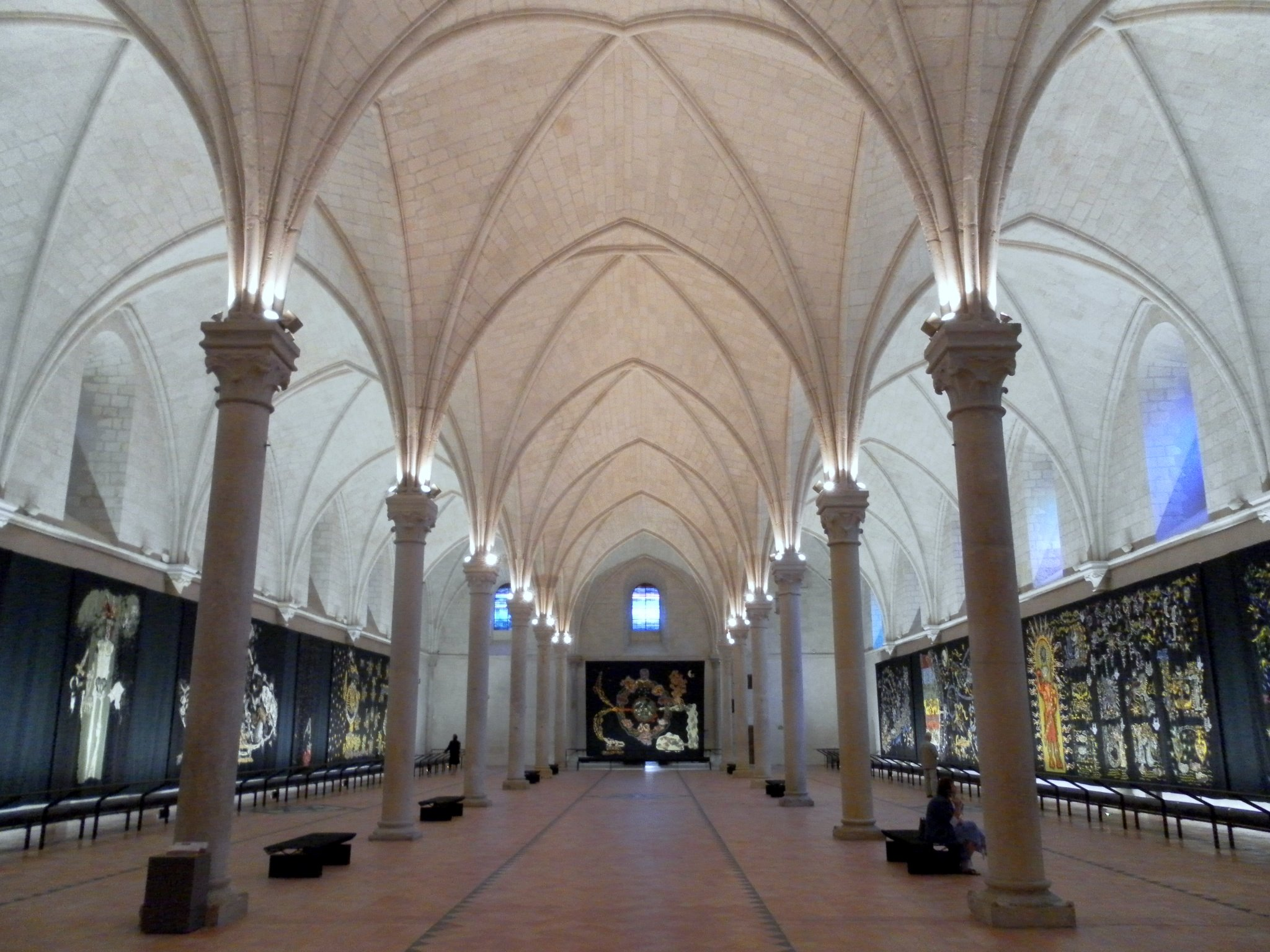
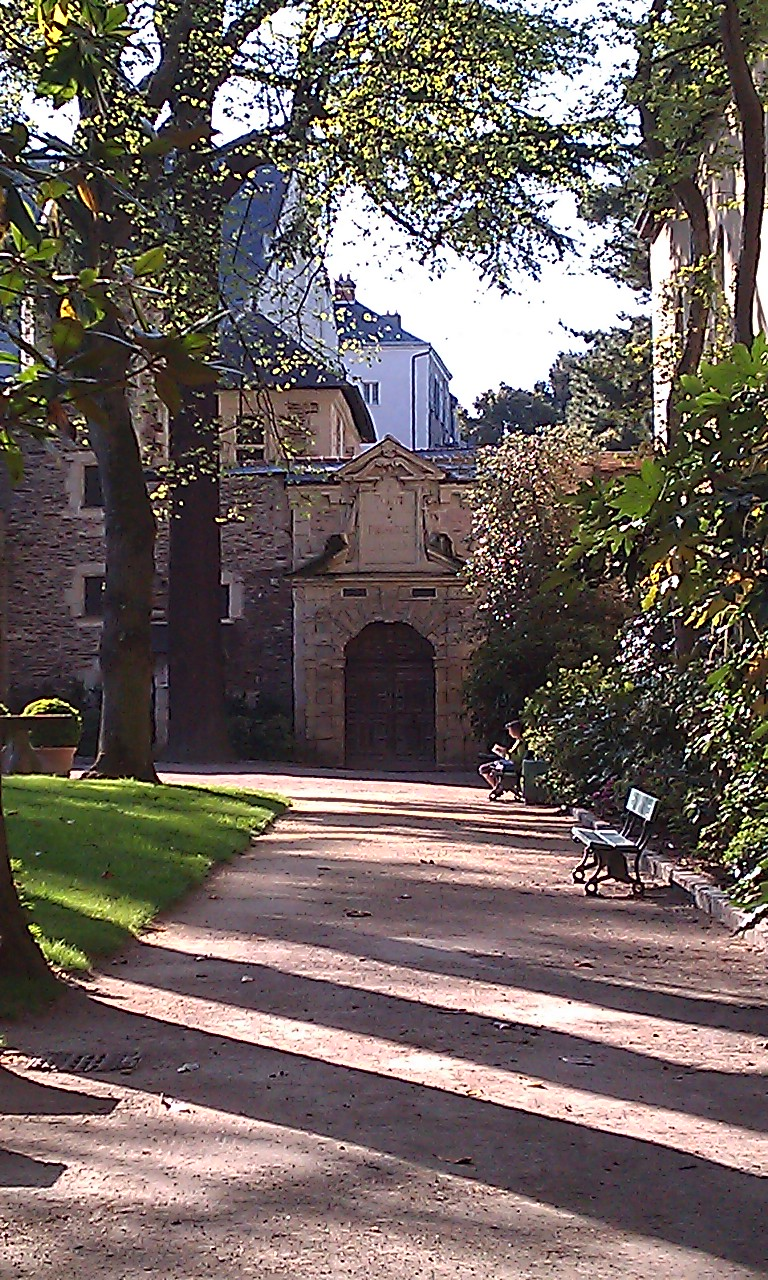
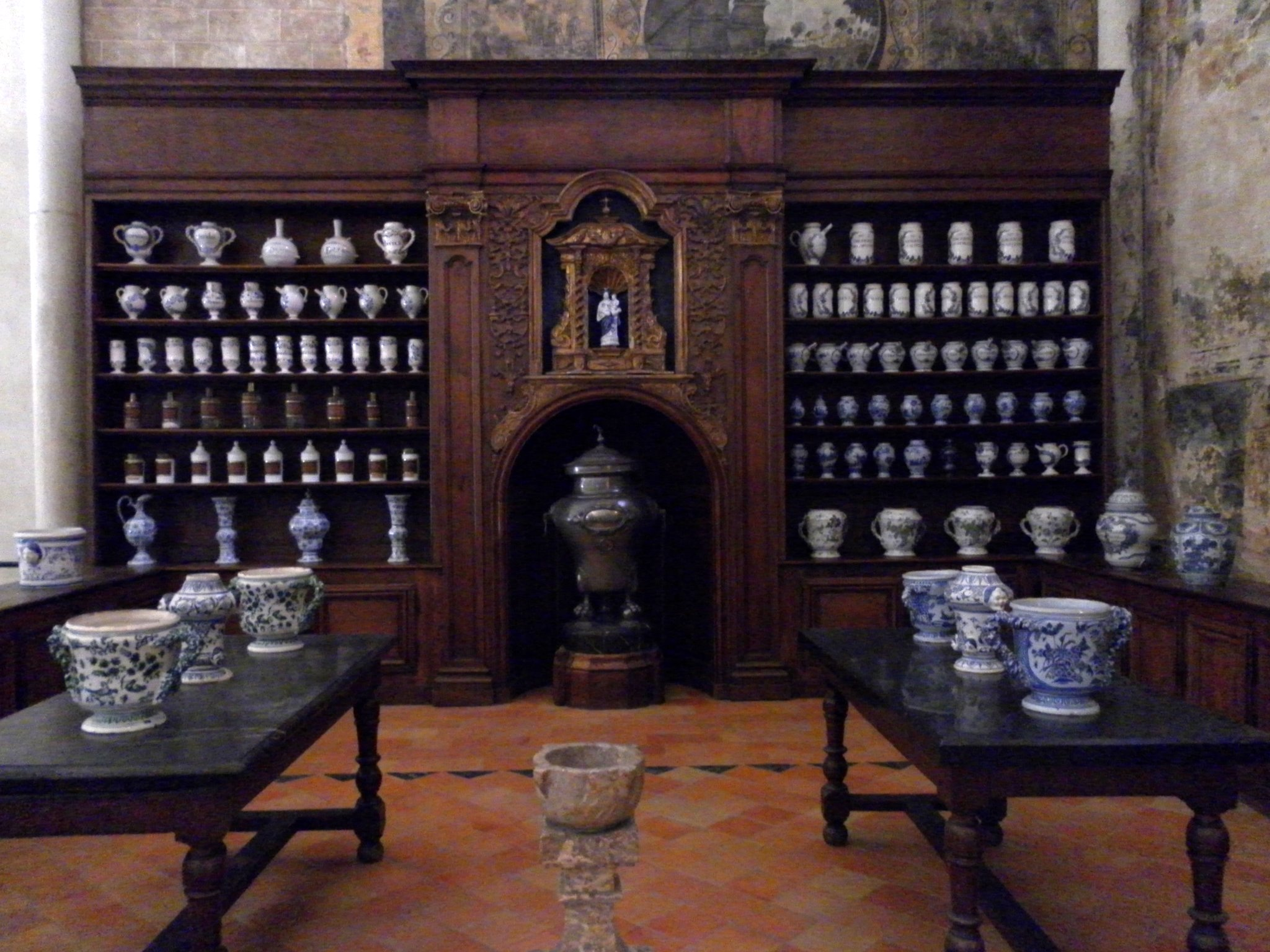
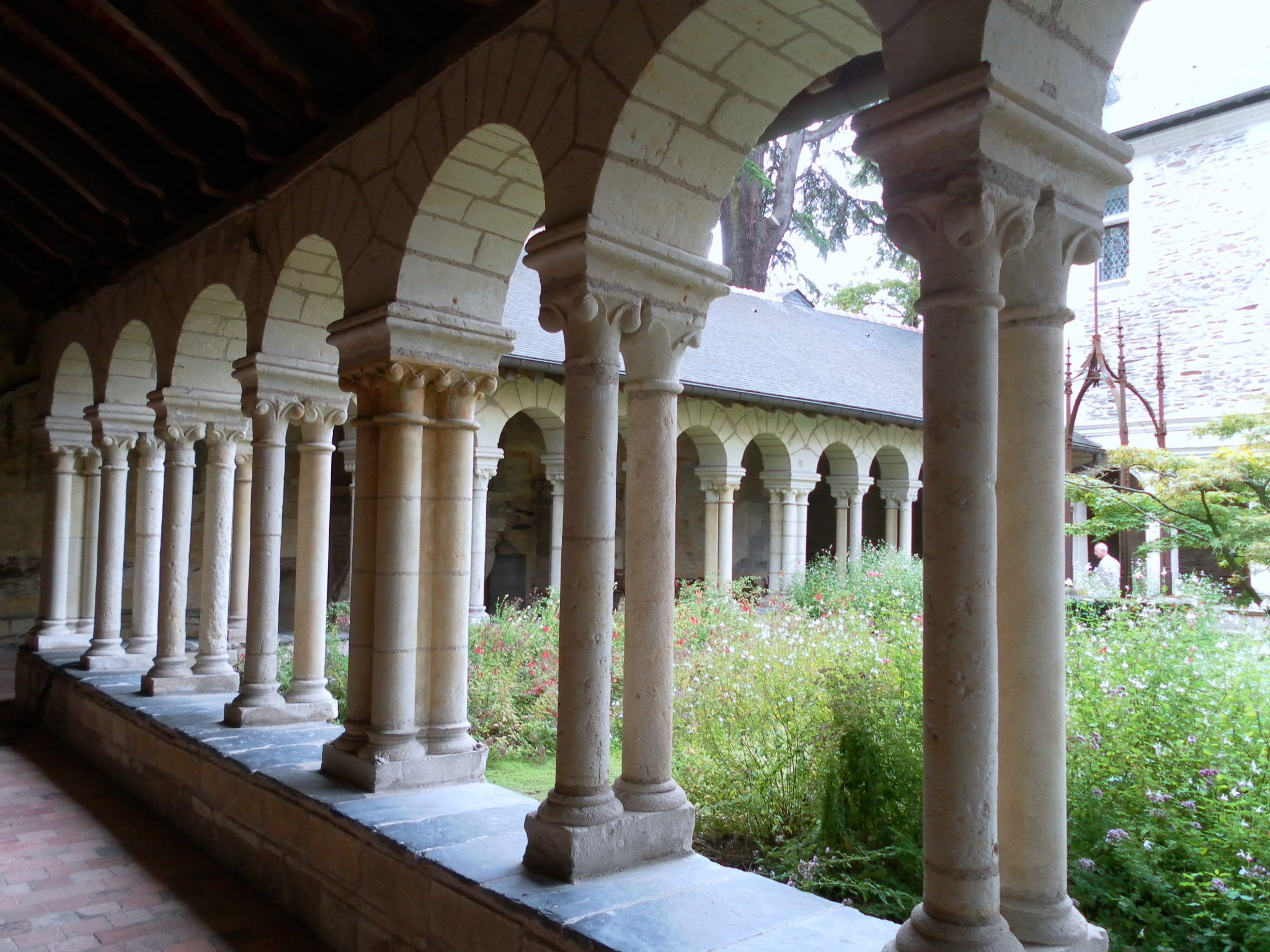
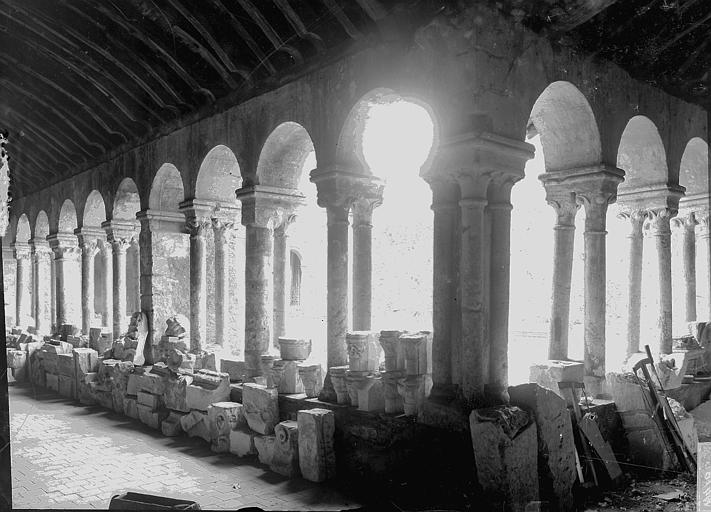
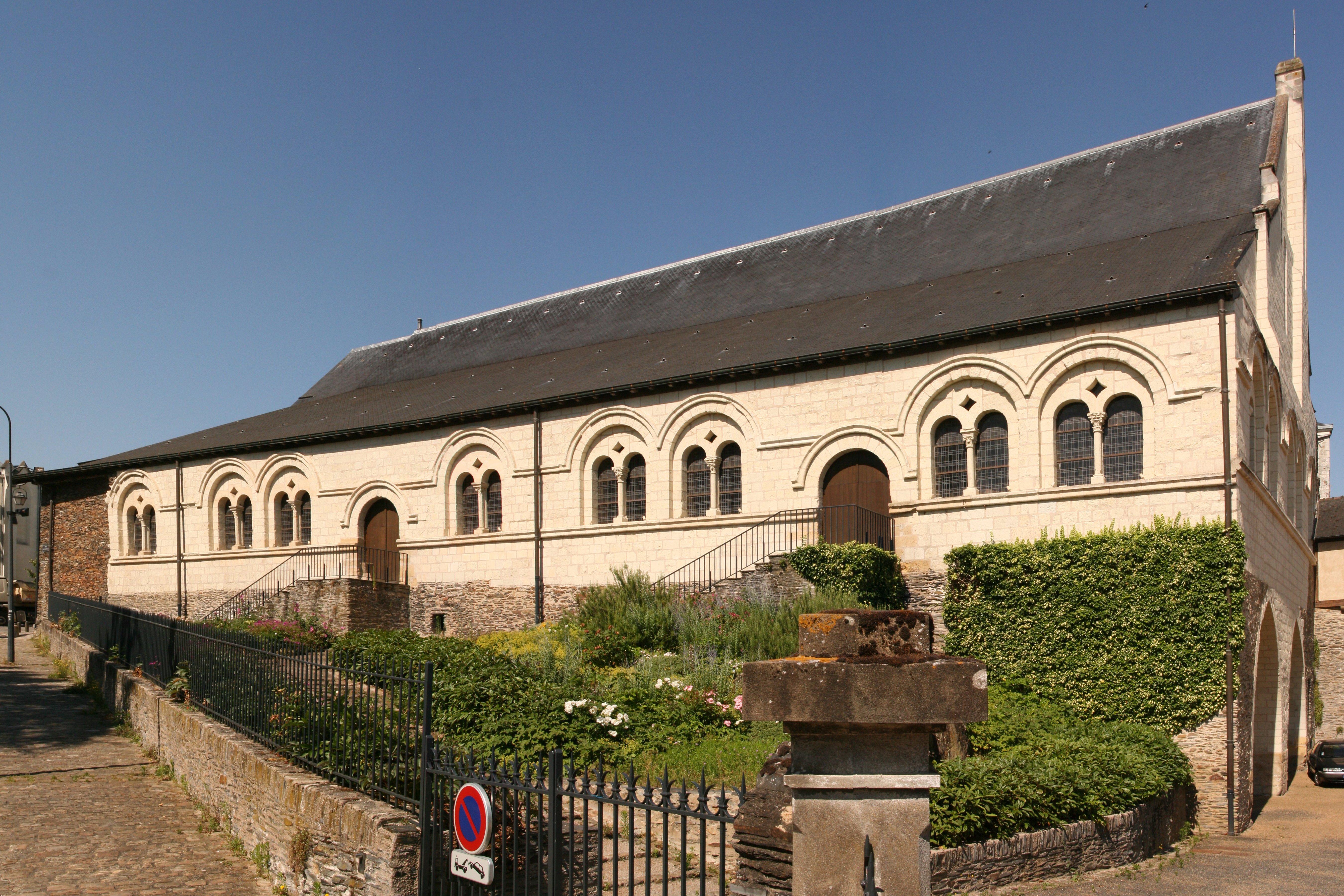

1840年，圣若望医院列为法国历史古迹。